# XXV Premis Cinematogràfics José María Forqué
La cerimònia dels XXV Premis Cinematogràfics José María Forqué es va celebrar al Palau de Congressos de Madrid l'11 de gener de 2020. Es tracta d'uns guardons atorgats anualment des de 1996 per l'EGEDA com a reconeixement a les millors produccions cinematogràfiques espanyoles pels seus valors tècnics i artístics produïdes entre l'1 de gener i el 31 de desembre de 2019. Compta amb la participació del govern de la Comunitat de Madrid i hi assistiren el vicepresident, conseller de Transparència i Esport i portaveu del Govern madrileny, Ignacio Aguado, la consellera de Presidència, Eugenia Carballedo, i la consellera de Cultura i Turisme, Marta Rivera. Hi actuaren Los Secretos, Antonio José i Ana Mena, i es va concedir la medalla d'honor al director Gonzalo Suárez.
La llista de nominats es va fer pública a la Reial Casa de Correus el 30 de novembre de 2018 en una cerimònia presidida per la presidenta de la comunitat Isabel Díaz Ayuso.
La gala fou presentada per Elena Sánchez Sánchez i Santiago Segura, es va retre homenatge al cantant Camilo Sesto i fou emesa per La 1 de TVE.

## Nominacions i premis
Amb l'ocasió del XXVè aniversari de la concessió dels premis, es va concedir un premi especial a la pel·lícula espanyola més representativa dels darrers 25 anys. Els nominats i guanyadors d'aquesta edició foren:
| Millor pel·lícula | Millor documental |
| --- | --- |
| - La trinchera infinita - O que arde - Dolor y gloria - Mientras dure la guerra                                                                                           | - Ara Malikian: Una vida entre las cuerdas de Nata Moreno - Aute Retrato de Gaizka Urresti - El cuadro d'Andrés Sanz - Historias de nuestro cine d'Ana Pérez-Lorente i Antonio Resines    |
| Millor actor | Millor actriu |
| - Antonio Banderas per Dolor y gloria - Antonio de la Torre per La trinchera infinita - Enric Auquer per Quien a hierro mata - Karra Elejalde per Mientras dure la guerra | - Marta Nieto per Madre - Belén Cuesta per La trinchera infinita - Greta Fernández per La hija de un ladrón - Pilar Castro per Ventajas de viajar en tren                                 |
| Millor curtmetratge | Millor pel·lícula llatinoamericana |
| - El nadador de Pablo Barce - Maras de Salvador Calvo - Suc de síndria d'Irene Moray                                                                                      | - La odisea de los giles, d'Sebastián Borensztein - La camarista de Lila Avilés - Araña de Andrés Wood - Un traductor de Rodrigo Barriuso - Monos de Alejandro Landes                     |
| Premi al Cinema i Edudació en valors | Premi especial XXV Aniversari |
| - Diecisiete, de Daniel Sánchez Arévalo - Elisa y Marcela d'Isabel Coixet - Abuelos, de Santiago Requejo - Vivir dos veces, de Maria Ripoll                               | - El laberinto del fauno de Guillermo del Toro - La buena estrella de Ricardo Franco - La isla mínima d'Alberto Rodríguez Librero - Tesis d'Alejandro Amenábar - Solas de Benito Zambrano |
| Medalla d'honor | |
| Gonzalo Suárez | |